# Infiniti G V36/CV36
Der Infiniti G V36/CV36 ist die vierte Generation der G-Baureihe der japanischen Marke Infiniti, der Premiummarke von Nissan. Der Nissan Skyline ist das Schwestermodell der G-Baureihe. 
In den USA kam im November 2006 der G35 als Limousine auf den Markt. Das Coupé folgte im August 2007 und das Cabriolet war ab Juni 2009 als G37 erhältlich. Alle Modelle werden der Mittelklasse zugeordnet und konkurrieren mit der Mercedes-Benz C-Klasse (2007), der 3er-Reihe (2005) von BMW und dem Audi A4 (2007). 
In Deutschland wurde die Baureihe im Oktober 2009 eingeführt und als Limousine bis Juni 2013 vertrieben. Die Bruttopreise begannen in Deutschland im Jahr 2010 bei 40.200 Euro für die Limousine, bei 41.950 Euro für das Coupé beziehungsweise 50.800 Euro für das Cabriolet.
Die Limousine wurde im Juli 2013 durch den Infiniti Q50 ersetzt, während das Coupé und Cabriolet im Rahmen der Umbenennung des Infiniti Modellprogramms nun Infiniti Q60 heißen.

## Design
Das Design der drei Modellvarianten wird durch eine runde Formgebung bestimmt. Die tief heruntergezogene Frontpartie mit dem großen Kühlergrill unterstreicht diese Wirkung. Auch im Innenraum setzt sich diese schwungvolle Linienführung fort. 

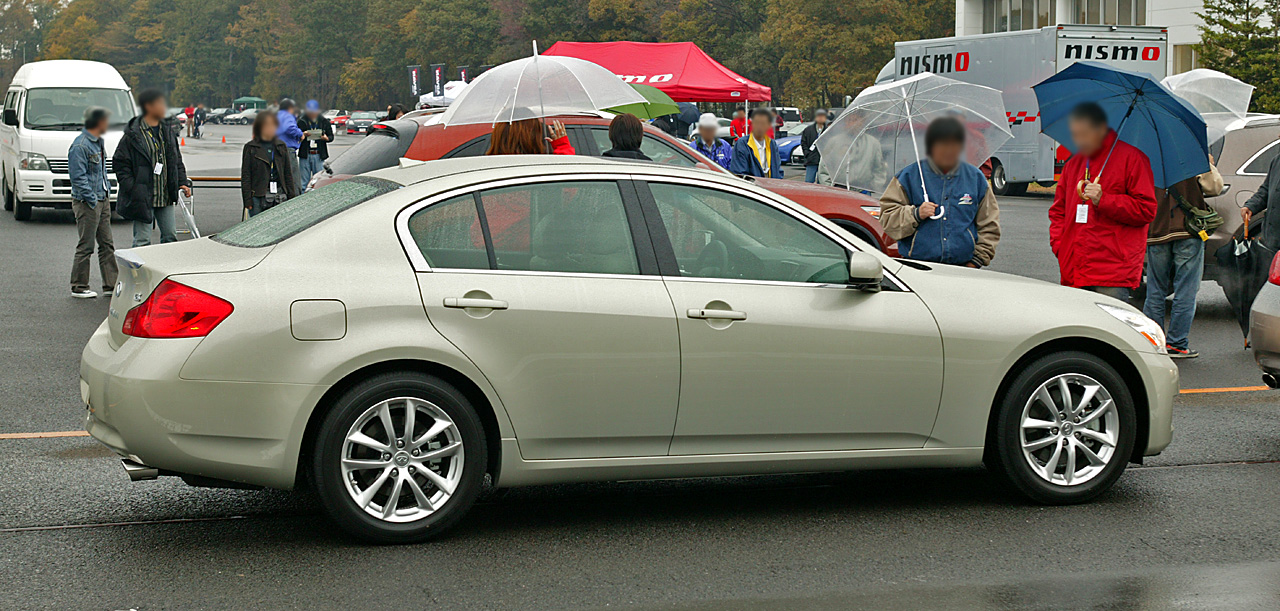
Seitenansicht
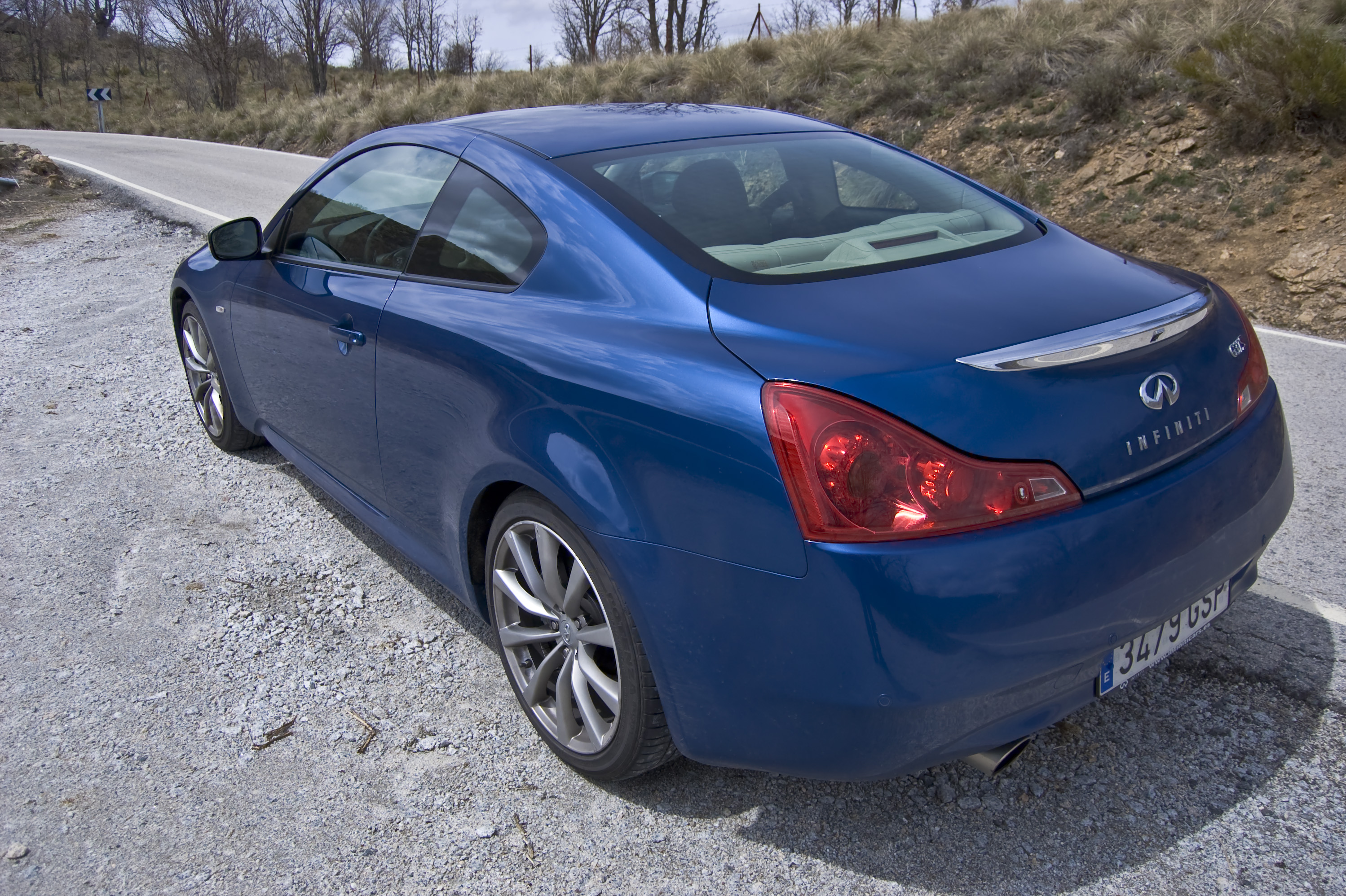
Infiniti G37 Coupé (2007–2009)

## Ausstattung
Die Serienausstattung ist üppig, unter anderem Tempomat, Einparkhilfe, Bi-Xenonscheinwerfer, elektrisch verstellbare Vordersitze sowie Skidurchreiche. Auf Wunsch stehen vier Sonderausstattungslinien  – ähnlich denen von Mercedes – zur Auswahl:
- GT: Zusätzlich zur Serie mit Ledersitzen, beheizbaren Vordersitzen, achtfach elektrisch verstellbaren Vordersitzen sowie einer Memoryfunktion für den Fahrersitz, die Lenksäule und die Außenspiegel ausgestattet.
- S: Zusätzlich zur Serie gibt es vorn Sportsitze mit elektrisch einstellbarer Lehnenbreite und den Sitzseitenwangen. Darüber hinaus enthält diese Ausstattungslinie ein Sportfahrwerk, eine aktive Allradlenkung sowie ein Visko-Sperrdifferenzial.
- Das Premium-Paket ist mit S und GT  kombinierbar und enthält unter anderem ein festplattenbasiertes Navigationssystem mit 30 GB Speicherplatz sowie ein Soundsystem von Bose mit MP3 Unterstützung und 10 Lautsprechern.

## Technische Daten
In Deutschland sind alle drei Modellvarianten nur mit einem Motorentyp erhältlich. Dabei handelt es sich um einen 3,7-Liter-V6-Ottomotor mit 235 kW (320 PS), der hinter der Vorderachse eingebaut ist. Motorblock und Zylinderkopf bestehen aus einer Aluminiumlegierung. Zwei obenliegende Nockenwellen betätigen vier Ventile pro Zylinder. Die stufenlos variable Ventilsteuerung VVEL (Variable Valve Event and Lift) passt Steuerzeiten und Hub der Ventile der Drehzahl und der Last an. Dies sorgt für hohes Drehmoment und besseres Ansprechverhalten bei niedrigerem Kraftstoffverbrauch und weniger Emissionen. Als Getriebe sind sowohl für die Limousine, als auch für das Coupé und das Cabrio serienmäßig ein Sechsgang-Schaltgetriebe mit verkürzten Schaltwegen eingebaut. Auf Wunsch gibt es für alle Modelle ein elektronisch gesteuertes Siebenstufen-Automatikgetriebe mit manuellem Schaltmodus.  Das Automatikgetriebe erkennt darüber hinaus den individuellen Fahrstil und passt das Schaltprogramm entsprechend an. Coupé und Cabrio sind nur mit Hinterradantrieb erhältlich, die Limousine ist auch mit Allradantrieb lieferbar.
Die Zahnstangenlenkung arbeitet mit geschwindigkeitsabhängiger Servounterstützung, der Wendekreisdurchmesser beträgt 11 Meter.
Alle Räder sind einzeln aufgehängt, vorn an Doppelquerlenkern mit Schraubenfedern über den Stoßdämpfern und Stabilisator, auch die Mehrlenker-Hinterachse hat Schraubenfedern über den Stoßdämpfern, sowie Stabilisator.
Die innenbelüfteten Scheibenbremsen mit Aluminium-Bremssätteln haben einen Durchmesser von 320 mm vorne und 308 mm hinten, vorne mit vier Kolben und hinten zwei Kolben.

## Modellpflege
Im März 2009 begann der Verkauf der überarbeiteten Limousine, die nun G37 hieß. Infiniti nutzte diese Modellpflege, um das Stufenheckmodell unter anderem mit einem neuen, markentypischen Kühlergrill auszustatten. Auch die Frontschürze wurde überarbeitet und die Nebelleuchten dort integriert. Das Coupé wurde nahezu unverändert übernommen, während im Juni 2009 noch ein Cabriolet mit Stahlklappdach folgte.
Im September 2011 wurde in den USA der G25 als Basis eingeführt, der über einen 2,5 Liter großen V6-Ottomotor mit 163 kW (222 PS) verfügt.
Während die Limousine im Juli 2013 durch den Q50 ersetzt wurde, blieben Coupé und Cabrio bis 2016 als Q60 weiterhin auf dem Markt. Im Juli 2015 wurde der Import des Q60 nach Deutschland eingestellt, erst im Herbst 2016 kam das Nachfolgemodell auf den Markt.

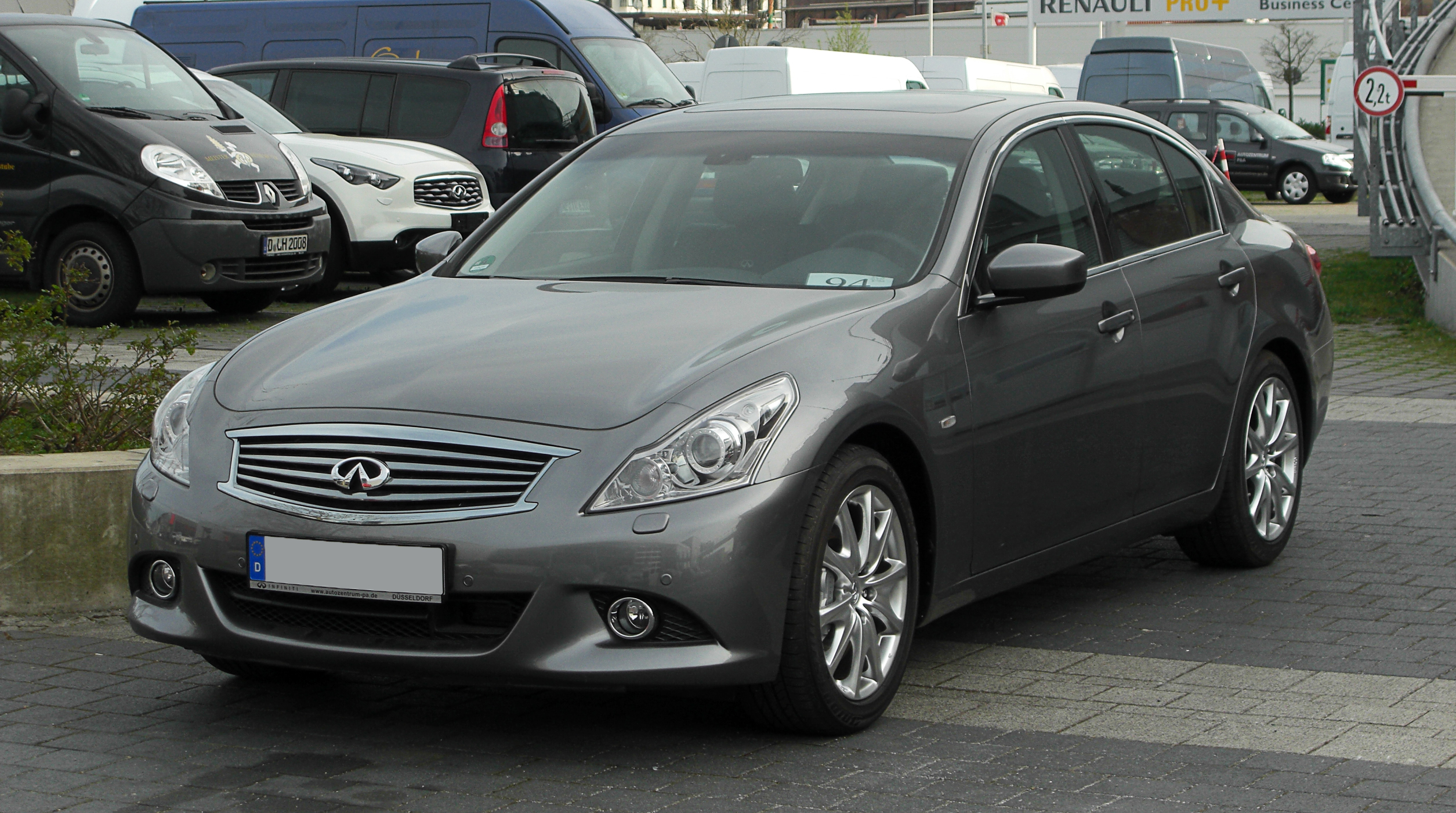
Infiniti G37 S (2009–2013)
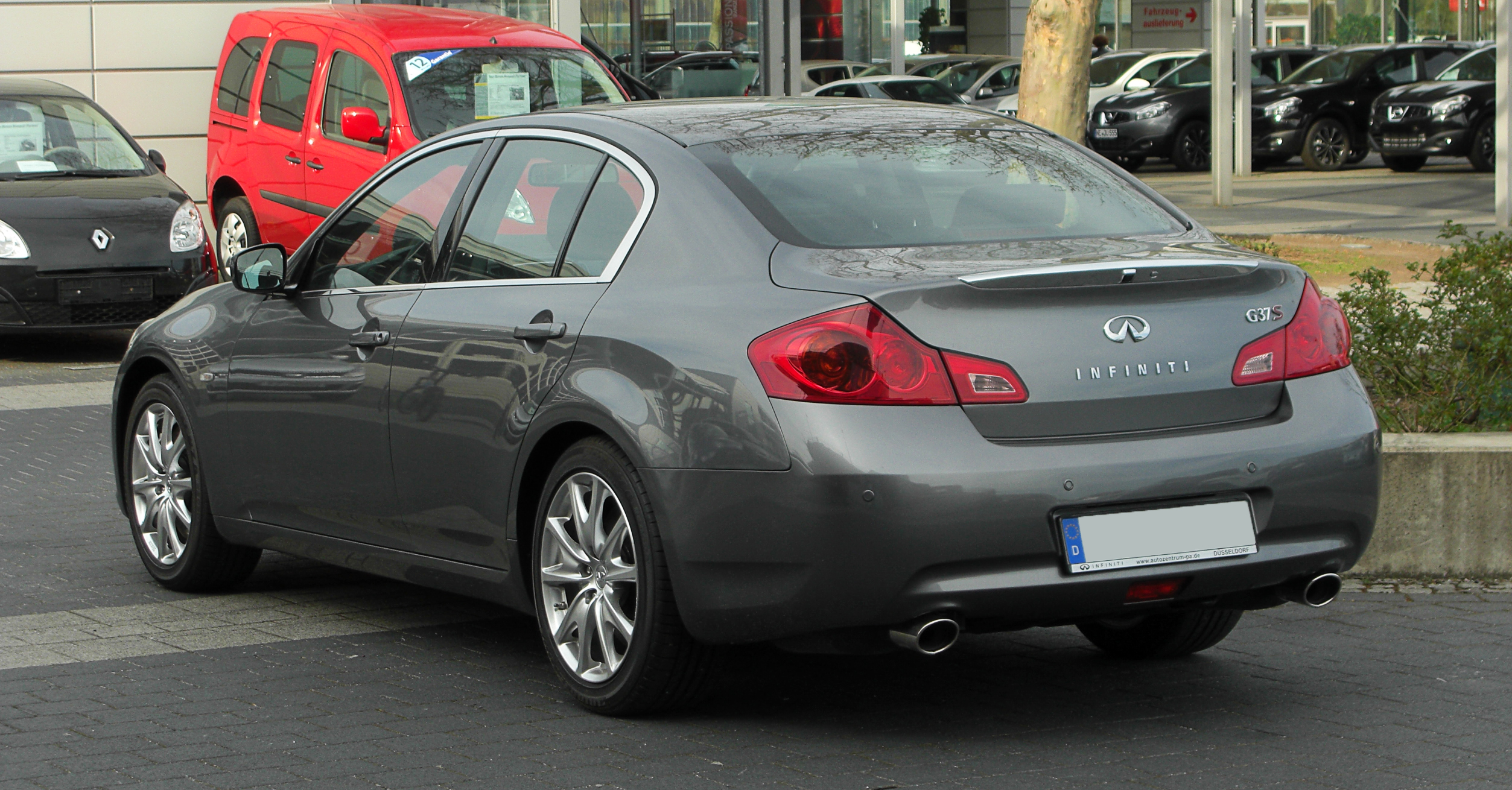
Heckansicht
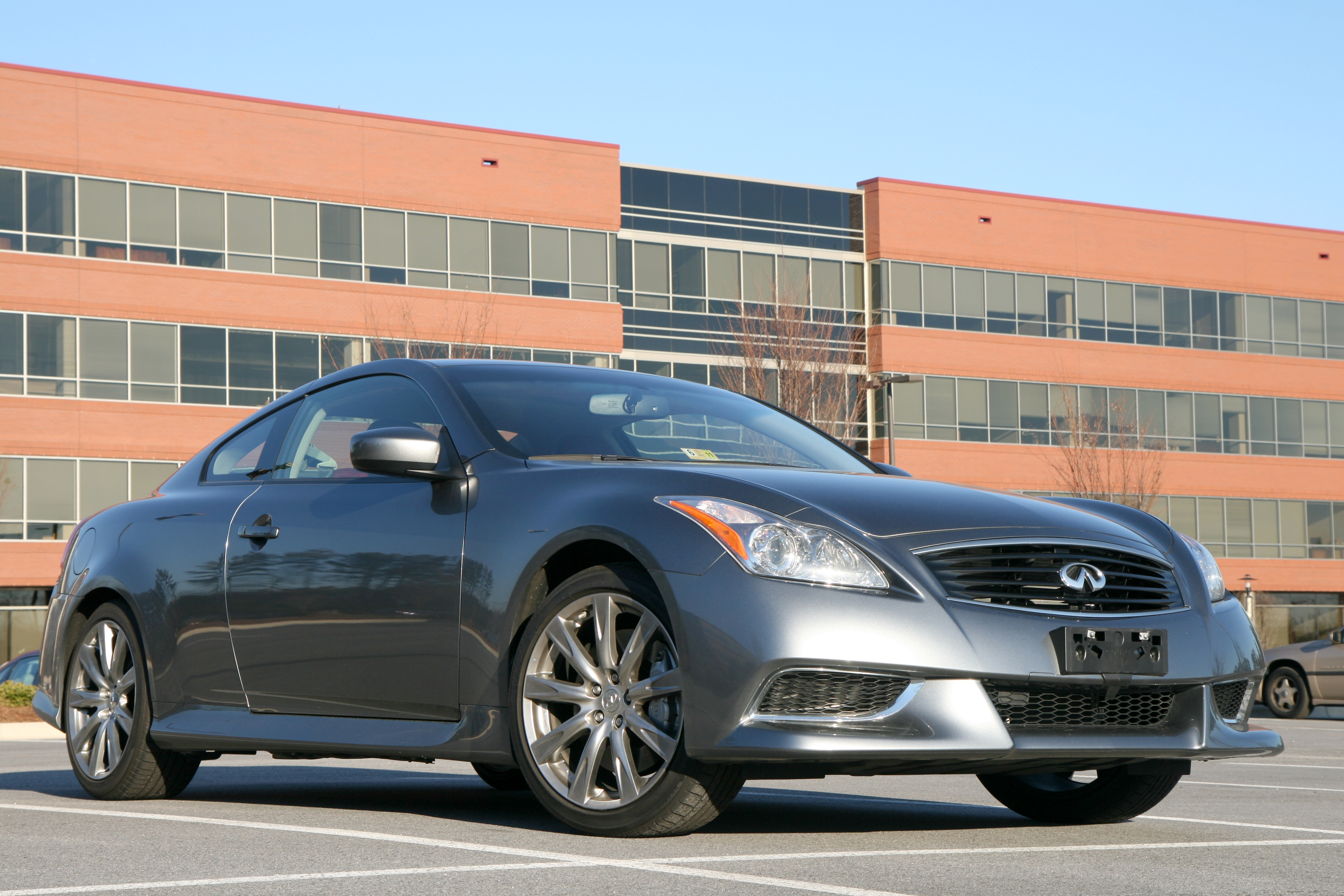
Infinity G37 Coupé (2009–2013)
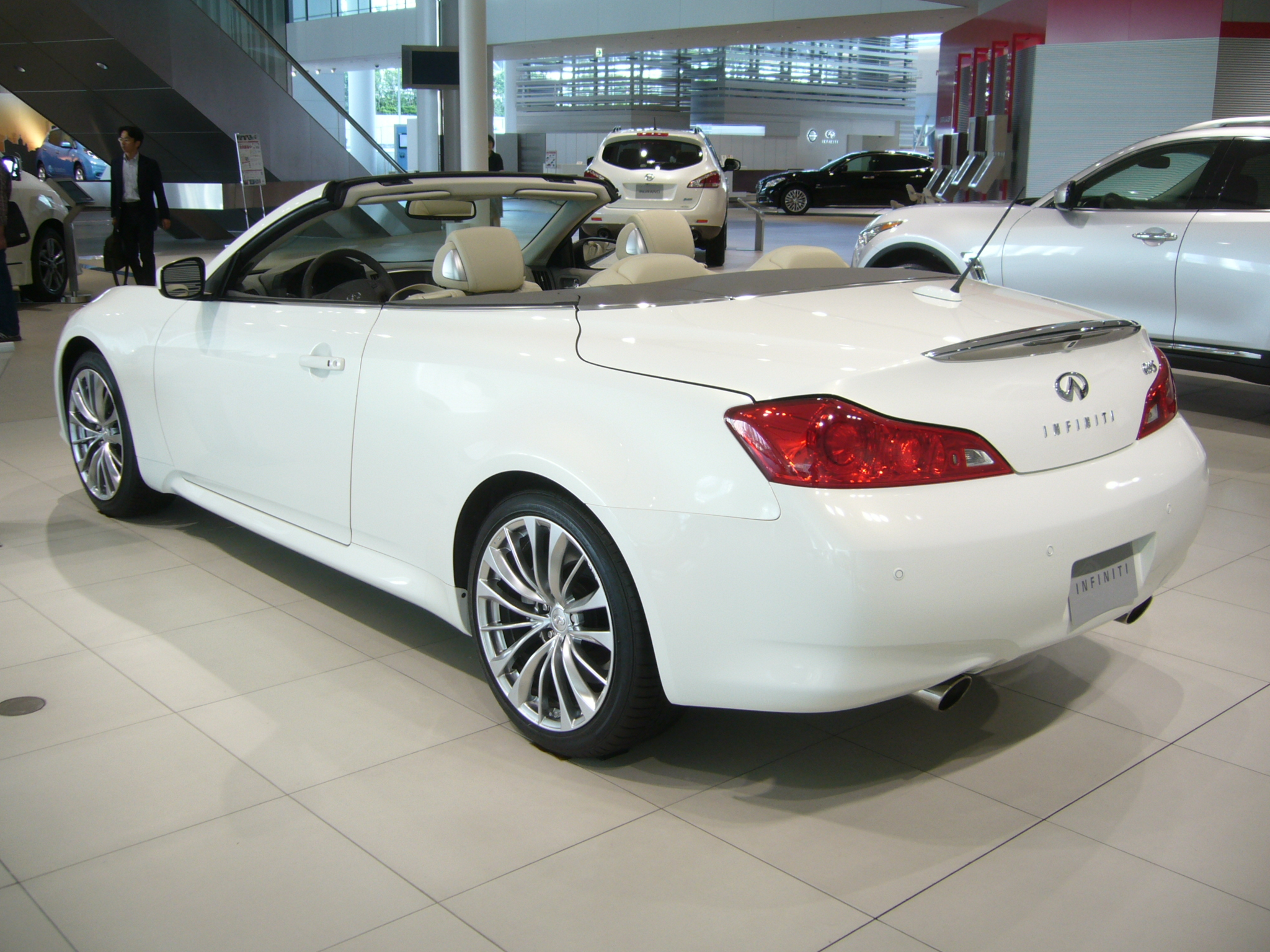
Infiniti G37 Cabrio (2009–2013)
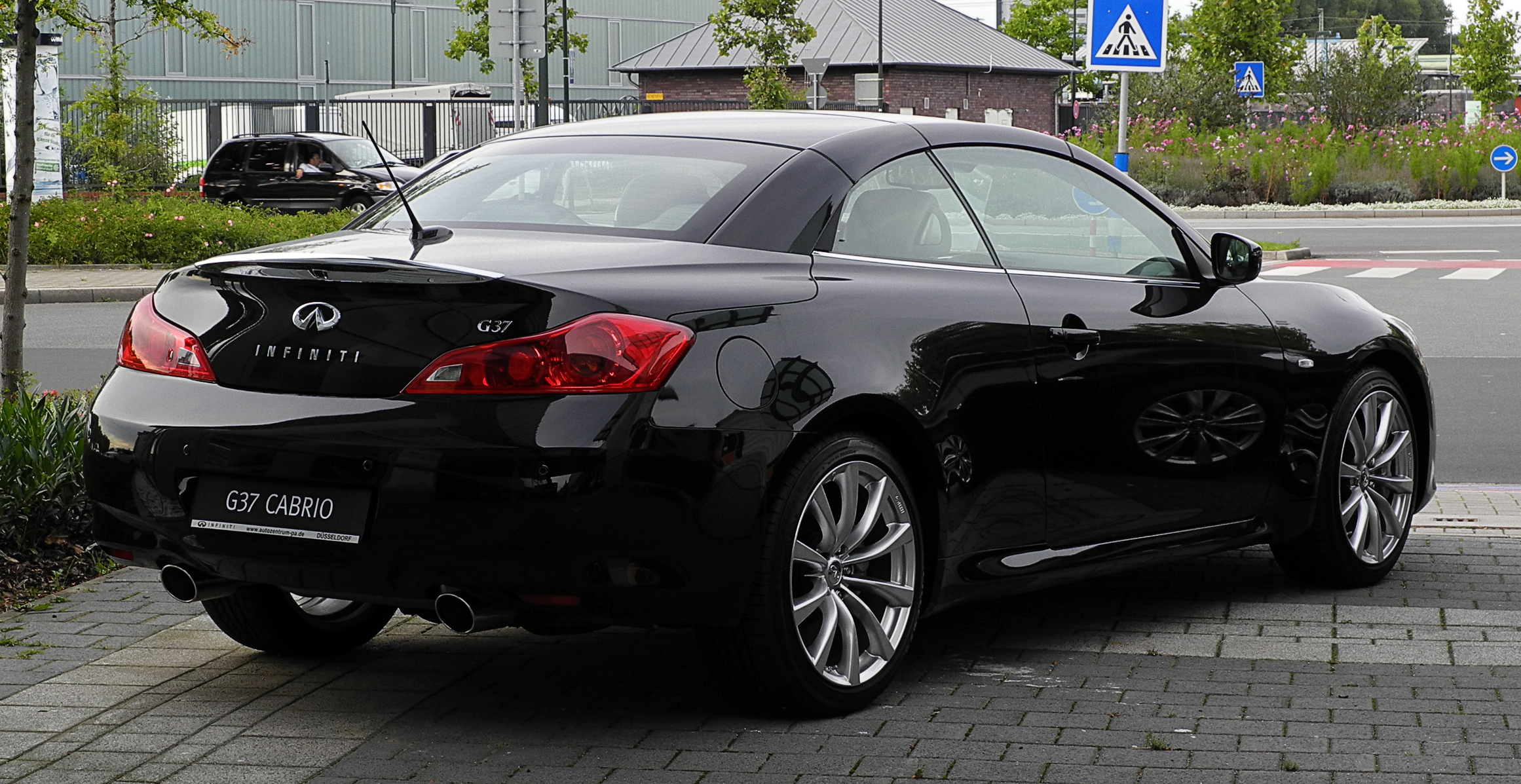
G37 Cabriolet mit geschlossenem Dach
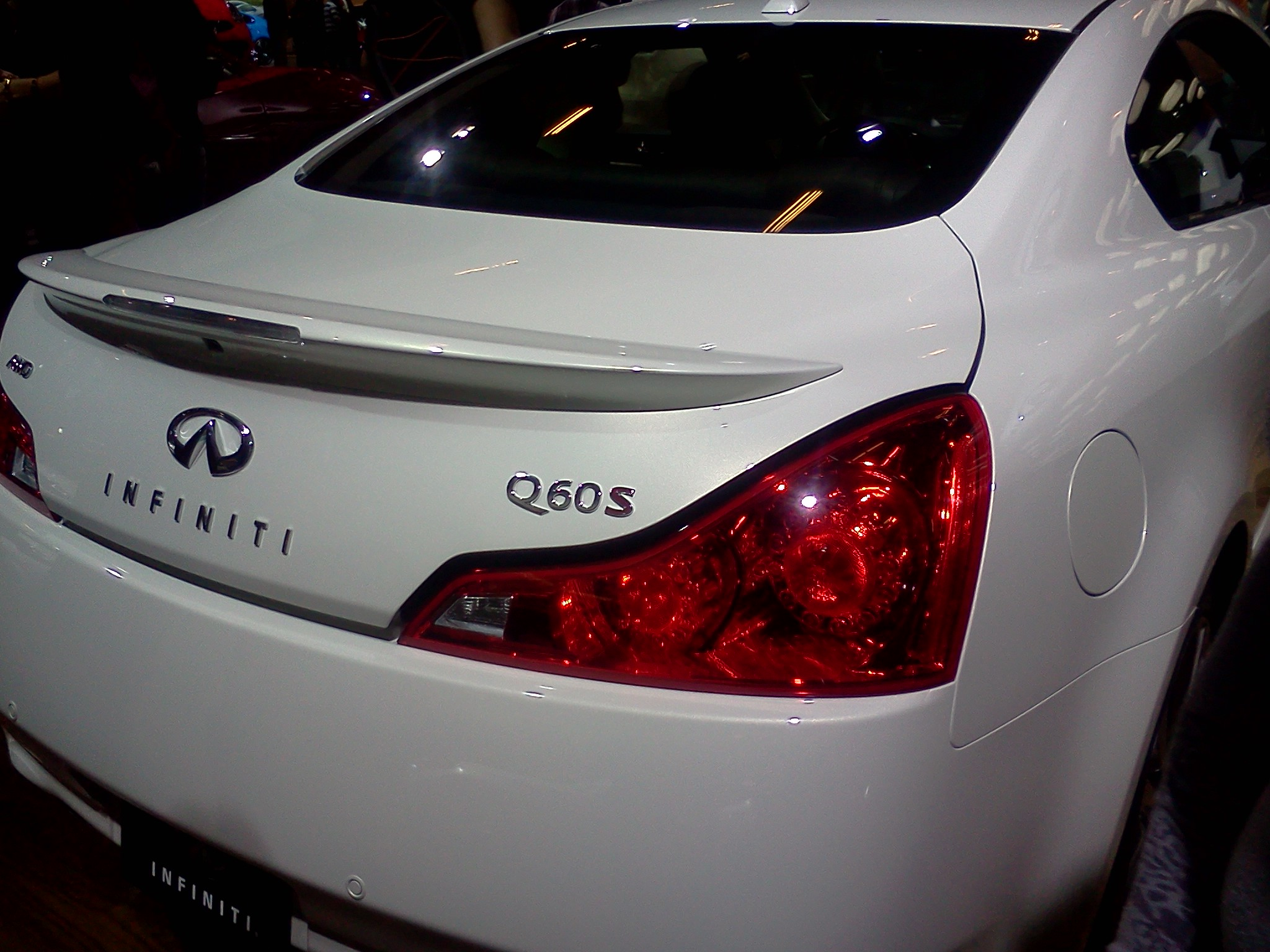
Neuer Name, gleiches Modell: Infiniti Q60 Coupé (2013–2016)

| Kenngrößen                                  | G25                          | G25x                         | G35                                                | G37                                                | G37x                         | G37/Q60 Coupé                                      | G37/Q60 Cabrio                                     |
| Bauzeitraum                                 | 09/2011–04/2013              | 09/2011–04/2013              | 11/2006–02/2009                                    | 03/2009–04/2013                                    | 03/2009–04/2013              | 08/2007–09/2016                                    | 08/2007–09/2016                                    |
| Motorkenndaten                              |                              |                              |                                                    |                                                    |                              |                                                    |                                                    |
| Motortyp                                    | V6-Ottomotor                 | V6-Ottomotor                 | V6-Ottomotor                                       | V6-Ottomotor                                       | V6-Ottomotor                 | V6-Ottomotor                                       | V6-Ottomotor                                       |
| Gemischaufbereitung                         | Saugrohreinspritzung         | Saugrohreinspritzung         | Saugrohreinspritzung                               | Saugrohreinspritzung                               | Saugrohreinspritzung         | Saugrohreinspritzung                               | Saugrohreinspritzung                               |
| Motoraufladung                              | —                            | —                            | —                                                  | —                                                  | —                            | —                                                  | —                                                  |
| Hubraum                                     | 2498 cm³                     | 2498 cm³                     | 3498 cm³                                           | 3696 cm³                                           | 3696 cm³                     | 3696 cm³                                           | 3696 cm³                                           |
| max. Leistung                               | 163 kW (222 PS) bei 6400/min | 163 kW (222 PS) bei 6400/min | 203 kW (275 PS) bei 6800/min                       | 235 kW (320 PS) bei 7000/min                       | 235 kW (320 PS) bei 7000/min | 235 kW (320 PS) bei 7000/min                       | 235 kW (320 PS) bei 7000/min                       |
| max. Drehmoment                             | 253 Nm bei 4800/min          | 253 Nm bei 4800/min          | 353 Nm bei 4800/min                                | 360 Nm bei 5200/min                                | 360 Nm bei 5200/min          | 360 Nm bei 5200/min                                | 360 Nm bei 5200/min                                |
| Kraftübertragung                            |                              |                              |                                                    |                                                    |                              |                                                    |                                                    |
| Antrieb, serienmäßig                        | Hinterradantrieb             | Allradantrieb                | Hinterradantrieb                                   | Hinterradantrieb                                   | Allradantrieb                | Hinterradantrieb                                   | Hinterradantrieb                                   |
| Getriebe, serienmäßig [ optional ]          | 7-Gang-Automatikgetriebe     | 7-Gang-Automatikgetriebe     | 5-Gang-Automatikgetriebe [ 6-Gang-Schaltgetriebe ] | 6-Gang-Schaltgetriebe [ 7-Gang-Automatikgetriebe ] | 7-Gang-Automatikgetriebe     | 6-Gang-Schaltgetriebe [ 7-Gang-Automatikgetriebe ] | 6-Gang-Schaltgetriebe [ 7-Gang-Automatikgetriebe ] |
| Messwerte                                   |                              |                              |                                                    |                                                    |                              |                                                    |                                                    |
| Höchstgeschwindigkeit                       | 230–240 km/h                 | 230–240 km/h                 | 250 km/h                                           | 250 km/h                                           | 240 km/h                     | 250 km/h                                           | 250 km/h                                           |
| Beschleunigung, 0–100 km/h                  | 7,7 s                        | 7,7 s                        | 5,9 s                                              | 5,8 s [ 5,9 s ]                                    | 6,0 s                        | 5,8 s [ 5,9 s ]                                    | 6,2 s [ 6,4 s ]                                    |
| Kraftstoffverbrauch auf 100 km (kombiniert) | 8,1–11,8 l Normal            | 8,7–12,4 l Normal            | 12 l Super                                         | 10,6 l [ 10,5 l ] Super                            | 10,5 l Super                 | 10,6 l [ 10,5 l ] Super                            | 11,9 l [ 11,4 l ] Super                            |
| Abgasnorm nach EU-Klassifikation            | k. A.                        | k. A.                        | Euro 3                                             | Euro 5                                             | Euro 5                       | Euro 5                                             | Euro 5                                             |